# Jirapur
Jirapur é uma cidade e uma nagar panchayat no distrito de Rajgarh, no estado indiano de Madhya Pradesh.

## Demografia
Segundo o censo de 2001, Jirapur tinha uma população de 16 815 habitantes. Os indivíduos do sexo masculino constituem 52% da população e os do sexo feminino 48%. Jirapur tem uma taxa de literacia de 62%, superior à média nacional de 59,5%: a literacia no sexo masculino é de 73% e no sexo feminino é de 51%. Em Jirapur, 16% da população está abaixo dos 6 anos de idade.